# Eleonora Giorgi
Eleonora Giorgi, italijanska igralka in režiserka, * 21. oktober 1953, Rim, † 3. marec 2025, Rim.